# Dawud Pirnia
Dawud Pirnia (persisch داوود پيرنيا, DMG Dāwūd-e Pīrniyā; geb. um 1900 in Teheran; gest. am 2. November 1971 ebenda) war ein iranischer Jurist, Musik- und Literaturwissenschaftler, bekannt als Schöpfer der Programme der Rosen (persisch گلها, DMG golhā) genannten Radiosendungen des iranischen Staatsrundfunks Radio Teheran. Er gilt als der Erste, dem es gelang, Musik und Gedichte in dieser Form miteinander zu verflechten.

## Leben
Während Dawud Pirnias Mutter Schokuh ‘Ozmi (persisch شكوه عظمى, DMG Šokūh-e ‘Oẓmī), Tochter des kadscharischen Staatsbeamten Mirzā Ahmad-Chan ʿAlā' ad-Dauleh (ميرزا احمد خان علاء الدوله, DMG Mīrzā Aḥmad Ḫān ʿAlā' ad-Daule), aufgrund ihrer religiösen Überzeugungen ihren Sohn von der Musik fernhalten wollte, war sein Vater Hassan Pirnia (حسن پيرنيا, DMG Ḥasan-e Pīrniyā) hingegen als aufgeklärter Denker jener Zeit bekannt, was auf Dawud Pirnia prägenden Einfluss hatte, so dass sich in seiner Person schiitische Frömmigkeit und pragmatisches Handeln verbanden. Dies führte dazu, dass er infolge seiner Liebe zur Geisteskultur seines Landes, wie aus seinen verbliebenen Werken herauszulesen ist, zu einem der wegweisenden Musik- und Literaturgelehrten Irans wurde.

### Persönliches
Dawud Pirnia hatte zwei Ehefrauen und neun Kinder. Er galt als bescheidener Mensch, der sich sehr gerne unauffällig unter den Menschen bewegte und seinem Glauben gemäß zu den Grabmälern der schiitischen Imame pilgerte.

## Berufliches Wirken
Den ersten Unterricht erhielt Dawud Pirnias in seinem Elternhaus. Danach ging er auf das St.-Louis-Gymnasium zu Teheran und setzte später sein Studium im Fach Jura in der Schweiz fort.
Nach dessen Abschluss kehrte er wieder nach Iran zurück und trat in den Staatsdienst ein. Dort gründete er die Vereinigung der iranischen Staatsanwälte. Nach seinem Wechsel vom Justiz- zum Finanzministerium unternahm er Schritte zur Gründung eines iranischen Amtes für Statistik. Nachdem Ahmad Qavām (احمد قوام, DMG Aḥmad-e Qawām) 1946/47 das Amt des Premierministers angetreten hatte, wurde er zunächst Generaldirektor der Staatskanzlei des Premierministers und einige Monate später stellvertretender Premierminister. Zu seinen Maßnahmen in dieser Funktion zählte auch die Einrichtung der Gesellschaft zur Unterstützung von Gefängnisinsassen.
Der Forscher und Musikhistoriker Seyyed ‘Alī-Reżā Mīr-‘Alī-Naqī (سيد على رضا مير على نقى) sagte über ihn: „Pirnia verkehrte aufgrund des hohen Ansehens seines Vaters in politischen und literarischen Kreisen und war mit bekannten Schriftstellern und Musikern seiner Zeit befreundet.“

### Künstlerische Tätigkeiten
Während seines Aufenthaltes in Europa lernte Dawud Pirnia die europäische klassische Musik kennen und nahm auch Klavierunterricht. Doch nach seiner Rückkehr nach Iran beschäftigte er sich vor allem mit der Verbreitung und Erneuerung der traditionellen persischen Musik. Er war überzeugt, dass die richtige Verknüpfung von Gedicht und traditioneller Musik zu einem glänzenden Ergebnis führen würde.
Dawud Pirnia war Schöpfer und Schirmherr des Rundfunk-Sendeformats, das unter dem Namen Golhā für den staatlichen Rundfunk Radio Teheran seit 1956 produziert und später in verschiedene Kategorien aufgeteilt wurde: Die vielfarbenen Rosen (گلهاى رنگارنگ, DMG golhā-ye rang-ā-rang), Das grüne Blatt (برگ سبز, DMG barg-e sabz), Ein Rosenzweig (يك شاخهٔ گل, DMG yek šāḫe-ye gol) und Die Wüstenrosen (گلهاى صحرائى, DMG golhā-ye ṣaḥrā’ī). In diesem Zusammenhang gründete er auch das Rundfunk-Musikensemble.
Das erste Radioprogramm für Kinder wurde ebenfalls von Dawud Pirnia ins Leben gerufen und sogar ein kleiner Junge als Sprecher für dieses Programm gewonnen. Außerdem verfasste Pirnia etliche Artikel, die in den 1950er und 1960er Jahren veröffentlicht wurden.

#### Die Schöpfung der „Programme der Rosen“
Nach dem Ende der Regierung Qavām verließ Dawud Pirnia die Staatskanzlei und beschäftigte sich aufgrund der von seinem Vater ererbten Musikkenntnis mit den Grundlagen der persischen Musik und der Übertragung klassischer persischer Melodien in Noten.
Pirnia gelang es, die für Sendeprogramm und Budget zuständigen staatlichen Stellen von der Bedeutsamkeit der Ausstrahlung persischer klassischer Musik (persisch موسيقى اصيل ايرانى, DMG mūsīqī-ye aṣīl-e īrānī, ‚die edle persische Musik‘) zu überzeugen, dass er schließlich mit ihrer Unterstützung ein Orchester einrichten konnte, in dem herausragende Solisten, Sänger und Komponisten jener Zeit mitwirkten. Damit war der Keim für das Programme der Rosen (persisch برنامه هاى گلها, DMG barnāmehā-ye golhā) genannte Sendeformat gelegt, so dass die Ausstrahlung 1955/56 mit Die vielfarbenen Rosen ihren Anfang nahm.
Dasselbe gilt neben den Vielfarbenen Rosen auch für die Programmkategorien Die ewig blühenden Rosen (گلهاى جاويدان, DMG golhā-ye ǧāwīdān), Ein Rosenzweig, Die Wüstenrosen, bei dem Gedichte mit Volksliedern verknüpft wurden, und Das grüne Blatt, das hauptsächlich mit Solisten traditioneller Instrumente und einem Sänger besetzt ist. Dieses von Dawud Pirnia geschaffene Sendeformat bewirkte für die nun auf diese Weise über das Radio verbreitete persische klassische Musik einen bedeutenden Entwicklungsschub im gesamten Land.
Die Beliebtheit des Sängers Seyyed Dschawad Sabihi (persisch سيد جواد ذبيحى, DMG Seyyed Ǧawād-e Ẕabīḥī) sowohl im Radio als auch in der Bevölkerung kam über Dawud Pirnia zustande, weil die Hörer Sabihis Gesang in der Rosenprogramm-Kategorie Das grüne Blatt als besonders klassisch (persisch اصيل, DMG aṣīl, ‚edel‘ als Synonym für „klassisch“) empfanden, so dass die ersten Produktionen dieser Programmkategorie mit diesem Sänger zustande kamen. Allerdings sang Sabihi zu Beginn der Aufführung ohne Instrumentalbegleitung, danach setzten die Instrumentalsolisten ein, bis er anschließend, wieder ohne Instrumentalbegleitung, seinen Gesang fortsetzte.
Mit der Namensnennung Das grüne Blatt bezog sich Dawud Pirnia auf die religiöse Kultur Irans, in der die Farbe Grün u. a. die Seyyeds als Nachkommen des Propheten symbolisiert, zu denen auch der Sänger Sabihi zählte. Ebenso wird darin an das Zitat „Ein grünes Blatt ist das Geschenk des Derwischs ...“ erinnert, das oft am Ende der Sendung Das grüne Blatt zitiert wurde. Pirnia war überzeugt, dass besonders dieses Grüne Blatt niemals „gelb“ würde.
Das erste Mal wurde Das grüne Blatt mit einem Gedicht von Hātef Isfahāni, das den Reim „Einer ist und nichts ist außer Ihm – es gibt keinen Gott außer Ihm“ (persisch-arabisch يكى هست و هيچ نيست جزء او – لا اله الا هو, DMG yekī hast-o hīč nīst ǧoz’ ’ū – lā ilāha illā Hū) trägt und im musikalisch definierten Mas̱nawī des Maqāms Moḫālef-e Segāh gehalten ist, mit der Rezitation von Asadollāh Peymān ausgestrahlt. Behrūz Mobaṣṣerī ist überzeugt: „Der beste Gesang von Seyyed Dschawad Sabihi in den Rosenprogrammen ist im Programm Das grüne Blatt Nr. 4 im [Modus] Bayāt-e Zand (Bayāt-e Tork) zu hören. Es ist ein Mas̱nawī von unvergleichlicher Kraft und Festigkeit.“
Nach Sabihi begann man im Programm Die vielfarbenen Rosen, Gesang und Instrumente gemeinsam aufzuführen, was zum improvisierenden Wechselspiel („Frage und Antwort“) zwischen Sänger und Soloinstrumentalisten führte. Die Mitwirkung von Meistern der persischen Musik, wie dem Komponisten Ruhollah Khaleghi (روح الله خالقى, DMG Rūḥollāh-e Ḫāleqī), dem gelehrten Musikmeister Abu'l-Hasan-e Sabā (ابو الحسن صبا, DMG Abo'l-Ḥasan-e Ṣabā), dem Sänger Gholam Hossein Banan (غلام حسين بنان, DMG Ġolām Ḥosein-e Banān), der Sängerin Marziyeh (مرضيه, DMG Marżiye) und dem Pianisten Mortezā Mahdschubi (مرتضى محجوبى, DMG Morteżā Maḥǧūbī), der für das Klavier eine spezifische Saitenstimmung gemäß den traditionellen iranischen Tonleitern entwickelt hatte, aber insbesondere auch Pirnias Kenntnis der iranischen Dichtkunst, Literatur und Musik sowie deren Anziehungskraft und nicht zuletzt seine Auswahl von Gedichten und Musikstücken trugen dazu bei, dass sich weite Kreise der Bevölkerung für die Rosenprogramme begeisterten.

#### Beendigung der Produktionsleitung der „Programme der Rosen“
Dawud Pirnia hatte wegen einer Erkrankung eine längere Arbeitspause eingelegt und war im Herbst 1966 wieder zu seinem Arbeitsplatz zurückgekehrt. Nachdem jedoch Forderungen seitens einiger Verantwortlicher hinsichtlich einer Überprüfung seine Arbeiten laut wurden, legte er umgehend sein Amt nieder, so dass Die Rosen Nr. 405 die letzte Produktion unter seiner Leitung wurde.
Im Jahr 1972, etwa ein Jahr nach Pirnias Tod, schuf Huschang Ebtehadsch als Weiterführung der Rosen Pirnias das Programm Die neuen Rosen (persisch گلهاى تازه, DMG golhā-ye tāze, auch „Die frischen Rosen“).

## Tod
Dawud Pirnia starb am 2. November 1971 mit 71 Jahren an den Folgen eines Schlaganfalls in Teheran.